# Cantonul Morcenx
Cantonul Morcenx este un canton din arondismentul Mont-de-Marsan, departamentul Landes, regiunea Aquitania, Franța.

## Comune
- Arengosse
- Arjuzanx
- Garrosse
- Lesperon
- Morcenx (reședință)
- Onesse-Laharie
- Ousse-Suzan
- Sindères
- Ygos-Saint-Saturnin